# Puppet Master (film)
Puppet Master is een Amerikaanse horrorfilm uit 1989 onder regie van David Schmoeller. De film is het eerste deel in een serie van twaalf films.

## Synopis
Het is 1938 en poppenmaker André Toulon, die een speciaal serum heeft om zijn poppen tot leven te wekken, verstopt deze voor de nazi's in een oud hotel. Vijftig jaar later komen een paar goochelaars en helderzienden samen in dit hotel en komen tot de gruwelijke ontdekking dat de poppen van Toulon in verkeerde handen zijn gevallen en veranderd zijn in moordlustige monstertjes...

## Rolverdeling
| Acteur           | Personage                  |
| ---------------- | -------------------------- |
| Paul Le Mat      | Alex Whitaker              |
| Irene Miracle    | Dana Hadley                |
| Jimmie F. Skaggs | Neil Gallagher             |
| Robin Frates     | Megan Gallagher            |
| William Hickey   | André Toulon               |
| Matt Roe         | Frank Forrester            |
| Kathryn O'Reilly | Carissa Stamford           |
| Mews Small       | Theresa (als Merrya Small) |
| Barbara Crampton | Vrouw op kermis            |
| David Boyd       | Buddy                      |
| Peter Frankland  | Max                        |
| Andrew Kimbrough | Klaus                      |

### Poppen
- Blade
- Pinhead
- Tunneler
- Leech Woman
- Jester
- Shredder Khan
- Gengie

## Opvolgers
Op Puppet Master volgde tot heden 15 vervolgfilms:
- Puppet Master II (1990)
- Puppet Master III: Toulon's Revenge (1991) (prequel)
- Puppet Master 4 (1993)
- Puppet Master 5: The Final Chapter (1994)
- Curse of the Puppet Master (1998)
- Retro Puppet Master (1999) (prequel)
- Puppet Master: The Legacy (2003)
- Puppet Master vs Demonic Toys (2004) (spin-off)
- Puppet Master: Axis of Evil (2010) (prequel)
- Puppet Master X: Axis Rising (2012) (prequel)
- Puppet Master: Axis Termination (2017) (prequel)
- Puppet Master: The Littlest Reich (2018)
- Blade: The Iron Cross (2020) (spin-off)
- Puppet Master: Doktor Death (2022) (spin-off van Retro Puppet Master)